# 11.º Jamboree Mundial Escoteiro
O 11.º Jamboree Escoteiro Mundial foi realizado de 1 a 11 de agosto de 1963 em Maratona, Grécia, O seu tema era Higher and Wider (Mais alto e mais amplo).

## Atividades Jamboree
O acampamento Jamboree tinha 11 subcampos para os escoteiros participantes e 5 subcampos para pessoal administrativo e técnico, e cobria uma área total de cerca de 5 quilômetros quadrados. O chefe do acampamento era Demetrios Alexatos.
O foco do acampamento era a "Vila Grega", que oferecia imagens e sons, comida e entretenimento de toda a Grécia. Havia também um anfiteatro para 20.000 lugares e barracas de refrescos e exposições por todo o acampamento.
O Jamboree teve um tema olímpico, com o triathlon e outros eventos esportivos ocorrendo. Um grande evento foi o "Trabalhos de Hércules " - uma série de tarefas destinadas a testar a força, habilidade e resistência dos participantes.
O maior grupo de participantes foi o contingente britânico, com quase 1.200 escoteiros (a maior ponte aérea de escoteiros do Reino Unido de todos os tempos).
O chefe dos escoteiros da Grécia, o príncipe herdeiro Constantino, participou de cada um dos 11 dias do evento. Em uma cerimônia especial, o Escoteiro Chefe da Comunidade 11.º Baronete Maclean de Duart (mais tarde 7.º Barão Mclean de Duart e Morven) concedeu ao Príncipe Herdeiro o Lobo de Prata - o maior prêmio da Associação Escoteira do Reino Unido.
A Guia Chefe Mundial Olave Baden-Powell, esposa do Fundador, falou na cerimônia de encerramento:
| “ | Eu quero cunhar uma nova palavra para você lembrar; A palavra é "welgo". Vá bem agora no seu caminho, carregando Com você a luz do Escotismo como a tocha da Maratona, E trabalhar bem, jogar bem e difundir o ideal do Escotismo tanto quanto você puder. Confiamos em vocês, escoteiros do mundo, para ajudar a trazer o reinado de paz e boa vontade em todo o mundo. Bem-vindos a todos vocês! | ” |
Após o discurso, uma tocha foi entregue a um escoteiro americano, para ser reacendida no 12.º Jamboree Escoteiro Mundial, nos Estados Unidos .
No dia 1.º de agosto de 2013, exatos 50 anos após a abertura do Jamboree, foi inaugurado um site dedicado ao evento , criado pelo 2.º Grupo Escoteiro de Patras, Grécia. O site oferece uma enorme coleção de fatos, fotos, arquivos, vídeos, músicas e memorabilia do Jamboree da Maratona.

## Tragédia
As bandeiras no Jamboree foram colocadas a meio mastro em luto depois que a maior parte do contingente de escoteiros das Filipinas morreu na queda do vôo 869 da United Arab Airlines às 0150 horas de 28 de julho de 1963, no Mar da Arábia, a nove milhas náuticas de Madh Island, Bombay (agora Mumbai), Índia.

No entanto, o BSP enviou uma delegação simbólica de três escoteiros para Maratona alguns dias após o acidente, além de vários oficiais do BSP que haviam chegado à Grécia antes do acidente.